# Ann-Marie Fagerström
Ann-Marie Fagerström, född 7 oktober 1953 i Vissefjärda församling i Kalmar län, är en svensk politiker (socialdemokrat), som var riksdagsledamot 1994–2006 för Kalmar läns valkrets. Mellan 1 januari 2007 och 31 december 2018 var hon kommunalråd (kommunstyrelsens ordförande) i Emmaboda kommun.
Hon var ledamot i Justitieutskottet 1994-2002, Nordiska rådets svenska delegation 1998-2002, Näringsutskottet 2002-2004, Besvärsnämnden 2002-2003 och Arbetsmarknadsutskottet 2004-2006. Som suppleant var hon i Skatteutskottet 1994-1995, Miljö- och jordbruksutskottet 1995-1998 och Arbetsmarknadsutskottet 1995-2004.
I november 2017 meddelade hon att hon skulle avgå som kommunalråd efter valet 2018 oavsett valutgången. Den 1 januari 2019 efterträddes Fagerström av Johan Jonsson (C) som kommunalråd i Emmaboda kommun.